# Luta de camelo

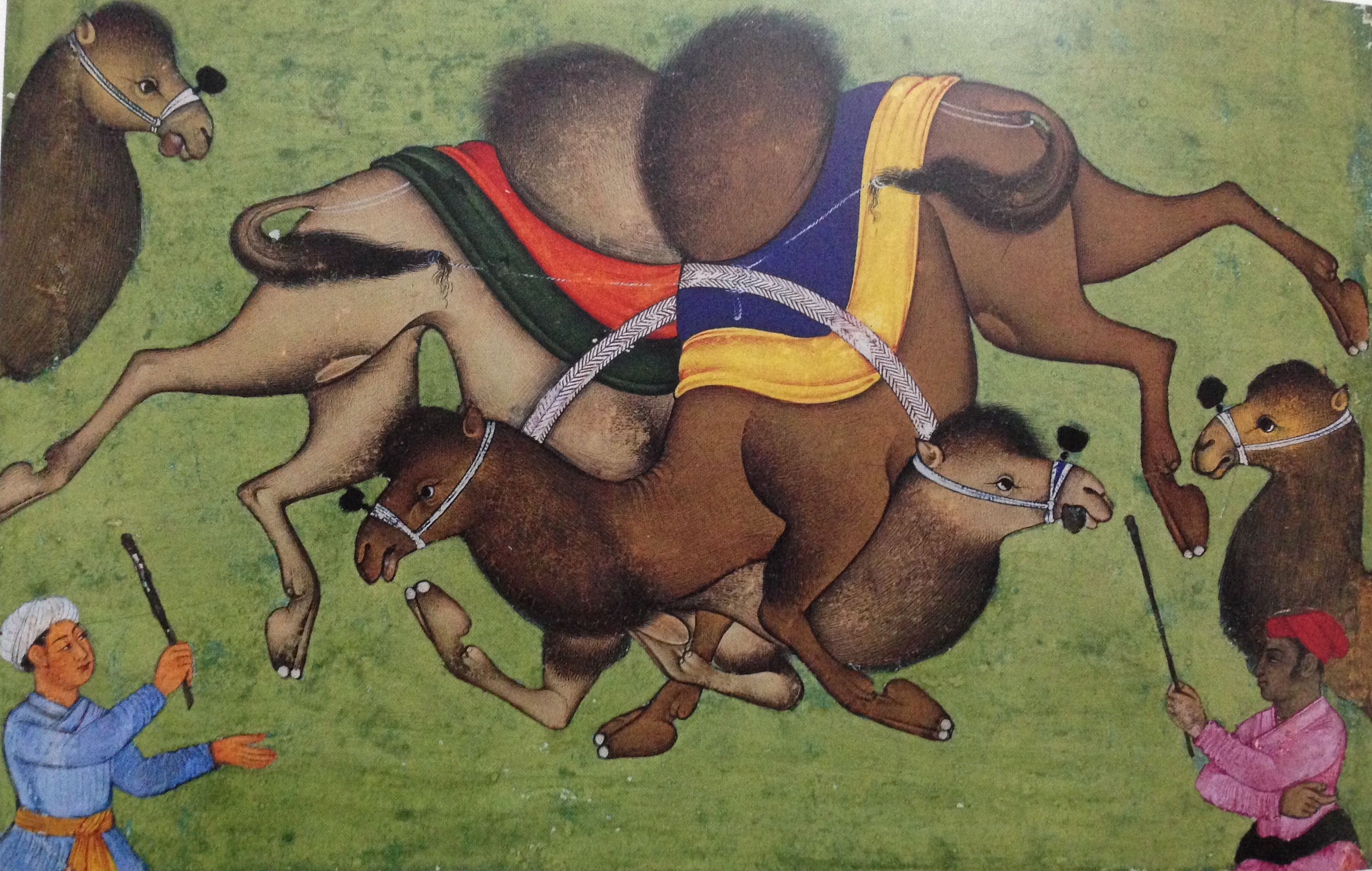
Luta de Camelos, Índia Mogol, c. 1680. Bibliothèque nationale de France, em Paris

A luta de camelos (turco deve güreşi) é um esporte no qual dois camelos Tulu machos lutam, normalmente em resposta a uma camela no cio sendo colocada diante deles. É mais comum na região do Egeu da Turquia, mas é também praticada em outras partes do Oriente Médio e Sul da Ásia.

## História
A luta de camelos se originou entre tribos turcas mais de 2.400 anos atrás. Os camelos também lutam na natureza, então a prática ocorreu antes de ser organizada pela primeira vez por nômades. Na década de 1920, a Liga Nacional de Aviação da Turquia realizou lutas de camelo numa campanha de arrecadação de fundos para a compra de aviões para o Governo da Turquia. O governo turco começou a desencorajar a prática na década de 1920, no entanto, caracterizando-a como uma prática muito ultrapassada. Nos anos 1980, o novo governo da Turquia começou a incentivar as competições como parte do patrimônio cultural turco. A luta de camelos também era um evento popular na exposição de gado e cavalos de Lahore, mas ele foi excluído do programa durante a visita da Rainha Elizabeth II, em 1961, por ser considerada  "muito feroz" para a rainha.

## Detalhes do evento
Devido ao fator motivador de uma fêmea de camelo nas proximidades, os eventos têm sido historicamente realizados durante a época de acasalamento. Os camelos lutam usando seus pescoços como alavanca para forçar o seu adversário a cair. Um camelo é declarado  vencedor se o seu concorrente cai no chão ou foge da luta. A maior parte dos camelos de briga são criados no Irã ou Afeganistão.
Por volta de 2011, havia cerca de 2.000 camelos de briga (ou Tulu) na Turquia, criados especialmente para as competições. Um camelo de sucesso pode ser vendido por mais de US$ 20.000.
Os eventos podem, ocasionalmente, ser perigosos para os espectadores se os camelos tentarem fugir em meio à multidão. Em algumas ocasiões, as lutas também envolvem os proprietários dos camelos.
Há cerca de trinta festivais anuais na região turca do Egeu a cada ano, de novembro a março. Cerca de uma centena de camelos de luta participam desses eventos, com cada camelo competindo em cerca de dez partidas. Os eventos ocorrem sempre aos domingos, nos estádios de futebol, e normalmente duram dez minutos cada. No final da temporada acontece, muitas vezes, um torneio dos campeões, em que os melhores camelos competem. Muitos turistas internacionais participam de eventos, tornando-os uma parte importante da indústria do turismo no oeste da Anatólia. Muitos turistas são atraídos para os eventos, porque eles são vistos como uma parte autêntica da cultura turca. Além de valor do turismo, a luta de camelos é uma das formas mais populares de entretenimento entre os moradores rurais do oeste da Turquia.
Várias organizações pelos direitos dos animais têm criticado a prática, caracterizando-a como crueldade com os animais.